# Xã Burtchville, Michigan
Xã Burtchville (tiếng Anh: Burtchville Township) là một xã thuộc quận St. Clair, tiểu bang Michigan, Hoa Kỳ. Năm 2010, dân số của xã này là 4.008 người.